# اسکای‌ایر
اسکای‌ایر (به انگلیسی: SkyAir) یک شرکت هواپیمایی با کد یاتا S8 است که در ۲۰۰۹ میلادی تأسیس شده و در ۲۶ ژانویه ۲۰۱۰ فعالیتش را آغاز کرده‌است. قطب اسکای‌ایر در فرودگاه بین‌المللی شاه‌جلال قرار دارد.